# Grand Prix-wegrace van België 1983
De Grand Prix-wegrace van België 1983 was de negende Grand Prix van wereldkampioenschap wegrace in het seizoen 1983. De races werden verreden op 3 juli 1983 op het Circuit de Spa-Francorchamps nabij Malmedy, (Liège).

## Algemeen
De komst van de Grand Prix Formule 1 naar Spa-Francorchamps was feitelijk een zegen voor de motorcoureurs. De macht van Bernie Ecclestone zorgde voor een verbeterd circuit, een groter geasfalteerd deel van het rennerskwartier, nieuwe douches en toiletten, een nieuw perscentrum en een nieuwe controletoren. Het zware ongeval van Franco Uncini tijdens de TT van Assen was het Suzuki-fabrieksteam nu wel erg uitgedund, want Loris Reggiani was al drie maanden aan het herstellen van zijn ongeluk tijdens de Franse Grand Prix en Toni Mang had het hele seizoen nog niet gereden door een ski-ongeval voor aanvang van het seizoen. Zo bleef alleen Randy Mamola als fabriekscoureur over.

## 500 cc
Freddie Spencer ging er na de start in België meteen vandoor, terwijl Randy Mamola en Kenny Roberts om de tweede plaats vochten en al een gaatje sloegen ten opzichte van de Honda-rijders Takazumi Katayama, Ron Haslam en Marco Lucchinelli. Roberts passeerde Mamola en begon aan een inhaalrace naar Spencer, wiens voorsprong opliep tot meer dan vijf seconden. Spencer kreeg echter steeds meer last van overstuur door een versleten voorband en in de twaalfde ronde bedroeg zijn voorsprong nog maar 2½ seconde. In de dertiende ronde had Roberts het gat al gedicht en in de La Source-hairpin ging hij bij Spencer binnendoor. Hij sloeg uiteindelijk een gat van bijna 14 seconden met Spencer en naderde hem in de stand om het wereldkampioenschap tot op vijf punten. 

### Uitslag 500 cc
| Omdat de Belgische Grand Prix al een week na de TT van Assen werd gereden, stond iedereen te wachten op nieuws over de toestand van Franco Uncini, die door Wayne Gardner was aangereden en bewusteloos naar het Academisch Ziekenhuis Groningen was afgevoerd. Het nieuws kwam met de komst van teammanager Roberto Gallina, die wist te vertellen dat Uncini op donderdag 30 juni om 15.00 uur, exact vijf dagen na het ongeluk, voor het eerst bij bewustzijn was gekomen. Het was nog niet duidelijk of hij blijvend letsel had opgelopen, maar wel dat zijn leven was gered door de constructie van zijn helm. Die helm was weliswaar afgevlogen, maar dat was een ingebouwde veiligheid van de helm, waarvan de kinband afbrak bij een kracht van 500 kg om het breken van de nek te voorkomen. Gallina dacht dat Uncini wellicht in Silverstone weer zou kunnen rijden, maar uiteindelijk kwam hij het hele seizoen niet meer aan de start. |

| Pos | Coureur              | Merk              | Tijd          | Grid          | Punten |
| --- | -------------------- | ----------------- | ------------- | ------------- | ------ |
| 1   | Kenny Roberts        | Marlboro-Yamaha   | 51"20'88      | 2             | 15     |
| 2   | Freddie Spencer      | HRC-Honda         | 51"34'78      | 1             | 12     |
| 3   | Randy Mamola         | HB-Suzuki         | 51"56'81      | 3             | 10     |
| 4   | Takazumi Katayama    | HRC-Honda         |               | 5             | 8      |
| 5   | Eddie Lawson         | Marlboro-Yamaha   |               | 4             | 6      |
| 6   | Marc Fontan          | Gauloises-Yamaha  |               | 10            | 5      |
| 7   | Marco Lucchinelli    | HRC-Honda         |               | 7             | 4      |
| 8   | Ron Haslam           | HRC-Honda         |               | 9             | 3      |
| 9   | Boet van Dulmen      | Bakker-Suzuki     |               | 11            | 2      |
| 10  | Sergio Pellandini    | Suzuki            |               |               | 1      |
| 11  | Keith Huewen         | Suzuki            |               |               |        |
| 12  | Mark Salle           | Suzuki            |               |               |        |
| 13  | Eero Hyvärinen       | Suzuki            |               |               |        |
| 14  | Franck Gross         | Suzuki            |               |               |        |
| 15  | Wolfgang von Muralt  | Suzuki            |               |               |        |
| 16  | Stuart Avant         | Suzuki            |               |               |        |
| 17  | Ernst Gschwender     | Suzuki            |               |               |        |
| 18  | Rob Punt             | Suzuki            |               | 25            |        |
| 19  | Peter Huber          | Suzuki            |               |               |        |
| 20  | Borge Nielsen        | Suzuki            |               |               |        |
| 21  | Dennis Ireland       | Suzuki            |               |               |        |
| 22  | Johan van Eijk       | Suzuki            |               | 31            |        |
| 23  | Jean-Philippe Delers | Yamaha            |               |               |        |
| DNF | Jack Middelburg      | Honda             | Stuurdemper 6 | Stuurdemper 6 |        |
| DNF | Philippe Coulon      | Suzuki            | Val           |               |        |
| DNF | Chris Guy            | Suzuki            |               |               |        |
| DNF | Peter Sjöström       | Suzuki            |               |               |        |
| DNF | Bent Slydal          | Suzuki            |               |               |        |
| DNF | Franz Kaserer        | Suzuki            |               |               |        |
| DNF | Con Law              | Suzuki            |               |               |        |
| DNQ | Steve Parrish        | Yamaha            |               |               |        |
| DNQ | Franco Uncini        | HB-Gallina-Suzuki | Blessure      | Blessure      |        |
| DNQ | Toni Mang            | HB-Suzuki         | Blessure      | Blessure      |        |
| DNQ | Gianni Pelletier     | Honda             |               |               |        |
| DNQ | Leandro Beccheroni   | Suzuki            |               |               |        |
| DNQ | Virginio Ferrari     | Cagiva            |               |               |        |
| DNQ | Loris Reggiani       | HB-Gallina-Suzuki |               |               |        |
| DNS | Raymond Roche        | Honda             | Blessure      | Blessure      |        |
| DNS | Didier de Radiguès   | Honda             | Carburatie    | Carburatie    |        |
| DNS | Fabio Biliotti       | Honda             | Blessure      | Blessure      |        |
| DNS | Barry Sheene         | Suzuki            | Ziekte        |               |        |

### Top tien tussenstand 500cc-klasse
| Pos. | Coureur           | Merk              | Ptn. |
| ---- | ----------------- | ----------------- | ---- |
| 1    | Freddie Spencer   | HRC-Honda         | 105  |
| 2    | Kenny Roberts     | Marlboro-Yamaha   | 100  |
| 3    | Randy Mamola      | HB-Suzuki         | 70   |
| 4    | Takazumi Katayama | HRC-Honda         | 62   |
| 5    | Eddie Lawson      | Marlboro-Yamaha   | 54   |
| 6    | Marc Fontan       | Sonauto-Yamaha    | 43   |
| 7    | Marco Lucchinelli | HRC-Honda         | 35   |
| 8    | Franco Uncini     | HB-Gallina-Suzuki | 30   |
| 9    | Ron Haslam        | HRC-Honda         | 23   |
| 10   | Raymond Roche     | Honda             | 17   |

## 250 cc
Voor de start van de 250cc-race liep Jacques Cornu in paniek over de startgrid. Zijn motorfiets was in de opwarmronde stuk gegaan. Dankzij de sportiviteit van o.a. Carlos Lavado en Christian Sarron, die de start ophielden, kon Cornu over de vangrail springen en in het rennerskwartier zijn reservemotor ophalen en alsnog op de tweede startrij plaatsnemen. Didier de Radiguès maakte vanaf poleposition een overduidelijk valse start, maar de jury nam geen maatregelen. De Radiguès was in de beginfase van de race ook overduidelijk de snelste, want na de eerste ronde had hij al een riante voorsprong op Christian Estrosi, Martin Wimmer, Hervé Guilleux en Jacques Cornu. Lavado en Christian Sarron bevonden zich toen na een slechte start nog in het middenveld. Estrosi begon terug te vallen en Lavado en Sarron stootten door naar voren, net als Thierry Espié die als teamgenoot rugdekking moest geven aan De Radiguès. Vooral Sarron ging erg snel en hij wist in de achtste ronde aan het achterwiel van De Radiguès te komen en zelfs enkele malen aan de leiding door te komen. Hij moest echter afhaken toen zijn banden begonnen te slijten. Sarron nam wat gas terug omdat hij vreesde met zijn banden de finish niet eens te halen, maar hij werd wel tweede. Lavado had inmiddels een tamelijk eenzame race op de derde plaats gereden, maar hij hoefde zich ook niet erg in te spannen want hij behield een behoorlijke voorsprong in de WK-stand. 

### Uitslag 250 cc
| Pos | Coureur                | Merk              | Tijd     | Grid     | Punten |
| --- | ---------------------- | ----------------- | -------- | -------- | ------ |
| 1   | Didier de Radiguès     | Chevallier-Yamaha | 43"23'29 | 1        | 15     |
| 2   | Christian Sarron       | Sonauto-Yamaha    | 43"26'34 | 3        | 12     |
| 3   | Carlos Lavado          | Venemotos-Yamaha  | 43"33'20 | 2        | 10     |
| 4   | Thierry Espié          | Chevallier-Yamaha |          | 7        | 8      |
| 5   | Hervé Guilleux         | Kawasaki          |          | 4        | 6      |
| 6   | Martin Wimmer          | Mitsui-Yamaha     |          |          | 5      |
| 7   | Jacques Cornu          | Hostettler-Yamaha |          | 6        | 4      |
| 8   | Iván Palazzese         | Venemotos-Yamaha  |          |          | 3      |
| 9   | Jean-Louis Guignabodet | Yamaha            |          |          | 2      |
| 10  | Jean-Marc Toffolo      | Morena-Rotax      |          | 10       | 1      |
| 11  | Patrick Fernandez      | Yamaha            |          |          |        |
| 12  | Christian Estrosi      | Pernod            |          | 8        |        |
| 13  | Thierry Rapicault      | Sonauto-Yamaha    |          |          |        |
| 14  | Peter Looijesteijn     | Waddon-Rotax      |          | 20       |        |
| 15  | Massimo Matteoni       | Yamaha            |          |          |        |
| 16  | Jean-Michel Mattioli   | Yamaha            |          |          |        |
| 17  | Teruo Fukuda           | Yamaha            |          |          |        |
| 18  | Herbert Bessendorfer   | Yamaha            |          |          |        |
| 19  | Stéphane Mertens       | Yamaha            |          |          |        |
| 20  | Alan North             | Yamaha            |          |          |        |
| 21  | Roland Freymond        | Armstrong-Rotax   |          |          |        |
| 22  | Harald Eckl            | Yamaha            |          |          |        |
| 23  | Bruno Lüscher          | Yamaha            |          |          |        |
| 24  | Donnie McLeod          | Yamaha            |          |          |        |
| 25  | Paolo Ferretti         | Rotax             |          |          |        |
| 26  | Graeme McGregor        | EMC-Rotax         |          |          |        |
| 17  | René Delaby            | Armstrong-Rotax   |          |          |        |
| DNF | Manfred Herweh         | Real-Rotax        | Val      | 5        |        |
| DNF | Tony Head              | Armstrong-Rotax   |          |          |        |
| DNF | Guy Bertin             | MBA               |          | 9        |        |
| DNF | Carlos Cardús          | JJ Cobas-Rotax    |          |          |        |
| DNF | Bernard Fau            | Yamaha            |          |          |        |
| DNF | Siegfried Minich       | Rotax             |          |          |        |
| DNF | Eric Saul              | Yamaha            |          |          |        |
| DNF | Michel Simeon          | Yamaha            |          |          |        |
| DNF | Edwin Weibel           | Yamaha            |          |          |        |
| DNQ | Jean-Louis Tournadre   | Sonauto-Yamaha    | Blessure | Blessure |        |
| DNQ | Alan Carter            | Yamaha            |          |          |        |
| DNS | Jacques Bolle          | Pernod            |          |          |        |
| DNS | Jean-François Baldé    | Chevallier-Yamaha |          |          |        |

### Top tien tussenstand 250cc-klasse
| Pos. | Coureur             | Merk                 | Ptn. |
| ---- | ------------------- | -------------------- | ---- |
| 1    | Carlos Lavado       | Venemotos-Yamaha     | 82   |
| 2    | Didier de Radiguès  | Chevallier-Yamaha    | 63   |
| 3    | Hervé Guilleux      | Kawasaki             | 51   |
| 4    | Christian Sarron    | Sonauto-Yamaha       | 48   |
| 5    | Thierry Espié       | Chevallier-Yamaha    | 43   |
| 6    | Manfred Herweh      | Real-Rotax           | 40   |
| 7    | Martin Wimmer       | Mitsui-Yamaha        | 38   |
| 8    | Jean-François Baldé | Chevallier-Yamaha    | 32   |
| 8    | Jacques Cornu       | Hostettler-Yamaha    | 32   |
| 10   | Patrick Fernandez   | Bimota-Bartol/Yamaha | 26   |

## 125 cc
Hoewel ze goed getraind hadden, startten alle Garelli-coureurs slecht. Eugenio Lazzarini kwam in het middenveld terecht en Ángel Nieto zat nog verder naar achteren. Ricardo Tormo en Pier Paolo Bianchi voerden het veld aan voor Bruno Kneubühler, August Auinger en Johnny Wickström. Met een nieuw ronderecord reed Lazzarini in de vierde ronde naar de leiding van de race, terwijl Auinger en Bianchi uitvielen. Uiteindelijk verdrong Nieto Kneubühler van de tweede plaats, maar zijn achterstand op Lazzarini was te groot om hem nog van de overwinning af te houden. Kneubühler verloor echter ook zijn vierde plaats aan Wickström toen hij door een gebroken krukas uitviel. 

### Uitslag 125 cc
| Pos | Coureur              | Merk      | Tijd            | Grid            | Punten |
| --- | -------------------- | --------- | --------------- | --------------- | ------ |
| 1   | Eugenio Lazzarini    | Garelli   | 36"59'75        | 2               | 15     |
| 2   | Ángel Nieto          | Garelli   | 37"08'80        | 6               | 12     |
| 3   | Ricardo Tormo        | MBA       | 37"09'58        | 4               | 10     |
| 4   | Johnny Wickström     | MBA       |                 | 8               | 8      |
| 5   | Lucio Pietroniro     | MBA       |                 | 9               | 6      |
| 6   | Gerhard Waibel       | Seel-MBA  |                 |                 | 5      |
| 7   | Pierluigi Aldrovandi | MBA       |                 |                 | 4      |
| 8   | Henk van Kessel      | MBA       |                 | 11              | 3      |
| 9   | Fausto Gresini       | MBA       |                 |                 | 2      |
| 10  | Stefano Caracchi     | MBA       |                 |                 | 1      |
| 11  | Stefan Dörflinger    | MBA       |                 |                 |        |
| 12  | Willy Pérez          | MBA       |                 |                 |        |
| 13  | Jean-Claude Selini   | MBA       |                 |                 |        |
| 14  | Erich Klein          | MBA       |                 |                 |        |
| 15  | Alfred Waibel        | Real      |                 |                 |        |
| 16  | Helmut Lichtenburg   | MBA       |                 |                 |        |
| 17  | Paol Bordes          | MBA       |                 |                 |        |
| 18  | Giuseppe Ascareggi   | MBA       |                 |                 |        |
| 19  | Olivier Liégeois     | Sanvenero |                 |                 |        |
| 20  | Jussi Hautanimi      | Yamaha    |                 |                 |        |
| 21  | Per-Edvard Carlsson  | MBA       |                 |                 |        |
| 22  | Jacky Hutteau        | MBA       |                 |                 |        |
| 23  | Jean-Paul Leonard    | MBA       |                 |                 |        |
| 24  | Bady Hassaine        | MBA       |                 |                 |        |
| 25  | Esa Kytola           | MBA       |                 |                 |        |
| 26  | Kees van der Ven     | MBA       |                 | 33              |        |
| 27  | Chris Baert          | MBA       |                 |                 |        |
| DNF | Willem Heykoop       | Sanvenero | Val             | 16              |        |
| DNF | Bruno Kneubühler     | MBA       | Krukas          | 3               |        |
| DNF | Hans Müller          | Seel-MBA  | Drijfstang      | 5               |        |
| DNF | Pier Paolo Bianchi   | Sanvenero | Krukas          | 1               |        |
| DNF | August Auinger       | MBA       | Krukas          | 7               |        |
| DNF | Hugo Vignetti        | MBA       |                 |                 |        |
| DNF | Anton Straver        | MBA       | Schakelstang 21 | Schakelstang 21 |        |
| DNF | Maurizio Vitali      | MBA       |                 | 10              |        |

### Top tien tussenstand 125cc-klasse
| Pos. | Coureur            | Merk        | Ptn. |
| ---- | ------------------ | ----------- | ---- |
| 1    | Ángel Nieto        | Garelli     | 87   |
| 2    | Eugenio Lazzarini  | Garelli     | 67   |
| 3    | Bruno Kneubühler   | MBA         | 49   |
| 4    | Ricardo Tormo      | MBA         | 46   |
| 5    | Maurizio Vitali    | MBA         | 41   |
| 6    | Johnny Wickström   | MBA         | 34   |
| 7    | Pier Paolo Bianchi | Sanvenero   | 30   |
| 8    | Fausto Gresini     | MBA/Garelli | 20   |
| 9    | Stefano Caracchi   | MBA         | 19   |
| 10   | Gerhard Waibel     | Seel-MBA    | 17   |

## Zijspannen
Egbert Streuer had een zeer slechte start in België en verklaarde later dat hij dacht dat het teken "vijf seconden voor de start" net was gegeven toen iedereen al aan het aanduwen was. Rolf Biland reed zoals gewoonlijk aan kop en sloeg meteen een flink gat met Streuer en de nogal wild sturende Pentti Niinivaara. De eveneens slecht gestarte Alain Michel nam de derde plaats over van Niinivaara. Voor Streuer was het gat met Biland te groot om nog een aanval in te zetten, maar hij liep wel weer wat meer in op Werner Schwärzel, die vierde werd. 

### Uitslag zijspannen
| Pos | Coureur               | Bakkenist             | Merk                  | Tijd     | Grid | Punten |
| --- | --------------------- | --------------------- | --------------------- | -------- | ---- | ------ |
| 1   | Rolf Biland           | Kurt Waltisperg       | Krauser-LCR-Yamaha    | 43"03'21 | 1    | 15     |
| 2   | Egbert Streuer        | Bernard Schnieders    | LCR-Yamaha            | 41"21'23 | 2    | 12     |
| 3   | Alain Michel          | Claude Monchaud       | Krauser-LCR-Yamaha    | 41"49'45 | 3    | 10     |
| 4   | Werner Schwärzel      | Andreas Huber         | Krauser-Seymaz-Yamaha |          | 6    | 8      |
| 5   | Masato Kumano         | Kunio Takeshima       | LCR-Yamaha            |          | 10   | 6      |
| 6   | Theo van Kempen       | Geral de Haas         | LCR-Yamaha            |          | 9    | 5      |
| 7   | Trevor Ireson         | Donnie Williams       | Ireson-Yamaha         |          |      | 4      |
| 8   | Dennis Bingham        | Julia Bingham         | Padgett-Yamaha        |          |      | 3      |
| 9   | Alfred Zurbrügg       | Martin Zurbrügg       | Seymaz-Yamaha         |          |      | 2      |
| 10  | Mick Barton           | Simon Birchall        | Windle-Yamaha         |          |      | 1      |
| 11  | Derek Bayley          | Bob Bryson            | Yamaha                | +1 ronde |      |        |
| 12  | Amedeo Zini           | Carlo Sonaglia        | LCR-Yamaha            | +1 ronde |      |        |
| 13  | Hans-Ruedi Christinat | Kurt Rothenbühler     | LCR-Yamaha            | +1 ronde |      |        |
| 14  | Martin Kooij          | Raimond van den Groep | Kova-Yamaha           | +1 ronde | 21   |        |
| 15  | Clive Stirrat         | Graham Rose           | Yamaha                | +1 ronde |      |        |
| 16  | Pascal Faivre         | Onbekend              | Onbekend              | +1 ronde |      |        |
| 17  | Jos Modder            | Erik De Groot         | LCR-Yamaha            | +1 ronde | 22   |        |
| 18  | Barry Brindlay        | Christopher Jones     | Yamaha                | +1 ronde |      |        |
| 19  | Hein van Drie         | Willem van Dis        | LCR-Yamaha            | +1 ronde | 7    |        |
| 20  | Egon Schons           | Eckart Rösinger       | Busch-Yamaha          | +1 ronde |      |        |
| DNF | Derek Jones           | Brian Ayres           | LCR-Yamaha            |          | 4    |        |
| DNF | Pentti Niinivaara     | Vesa Bienek           | LCR-Yamaha            | Ongeval  | 5    |        |
| DNF | Rolf Steinhausen      | Hermann Hahn          | Busch-Yamaha          |          | 8    |        |

### Top tien tussenstand zijspanklasse
| Pos. | Coureur          | Bakkenist                         | Merk                  | Ptn. |
| ---- | ---------------- | --------------------------------- | --------------------- | ---- |
| 1    | Rolf Biland      | Kurt Waltisperg                   | Krauser-LCR-Yamaha    | 60   |
| 2    | Werner Schwärzel | Andreas Huber                     | Krauser-Seymaz-Yamaha | 42   |
| 3    | Egbert Streuer   | Bernard Schnieders                | LCR-Yamaha            | 37   |
| 4    | Alain Michel     | Claude Monchaud                   | Krauser-LCR-Yamaha    | 27   |
| 5    | Masato Kumano    | Kunio Takeshima                   | LCR-Yamaha            | 26   |
| 6    | Trevor Ireson    | Ashley Wooller en Donnie Williams | Ireson-Yamaha         | 20   |
| 7    | Theo van Kempen  | Geral de Haas                     | LCR-Yamaha            | 16   |
| 8    | Frank Wrathall   | Phil Spendlove                    | Seymaz-Yamaha         | 14   |
| 9    | Mick Barton      | Simon Birchall                    | Windle-Yamaha         | 13   |
| 9    | Alfred Zurbrügg  | Martin Zurbrügg                   | Seymaz-Yamaha         | 13   |

## Trivia

### Pauze
Na de Belgische Grand Prix volgde een rustpauze van drie weken. Vooral voor het HB-Suzuki-fabrieksteam was dat belangrijk, want men hoopte in die tijd Toni Mang en Loris Reggiani weer fit te krijgen, terwijl er ook nog een kleine kans bestond dat Franco Uncini op tijd fit zou zijn. 
1921 · 1922 · 1923 · 1924 · 1925 · 1926 · 1927 · 1928 · 1929 · 1930 · 1931 · 1932 · 1933 · 1934 · 1935 · 1936 · 1937 · 1938 · 1939 · 1947 · 1948 · 1949 · 1950 · 1951 · 1952 · 1953 · 1954 · 1955 · 1956 · 1957 · 1958 · 1959 · 1960 · 1961 · 1962 · 1963 · 1964 · 1965 · 1966 · 1967 · 1968 · 1969 · 1970 · 1971 · 1972 · 1973 · 1974 · 1975 · 1976 · 1977 · 1978 · 1979 · 1980 · 1981 · 1982 · 1983 · 1984 · 1985 · 1986 · 1988 · 1989 · 1990